# Universumhuset
El Universumhuset o Universum es un edificio de la ciudad sueca de Umeå (Västerbotten). Se encuentra en el Campus de la Universidad de Umeå, y en él se encuentra el auditorio Aula Nordica, con capacidad para 1000 personas, las oficinas de los sindicatos de estudiantes, un comedor, una cafetería y salas de estudio en grupo. El edificio es propiedad de la empresa pública Akademiska Hus.
La primera fase de la construcción del edificio se terminó en 1970. La ampliación del auditorio fue diseñada por Arkinova Arkitekter y construida en 1996-1997. En septiembre de 2006 fue reinaugurado tras una importante reforma.